# Sowiecka Formuła Easter Sezon 1981
1981 – piąty sezon Sowieckiej Formuły Easter. Składał się z trzech eliminacji. Mistrzem został Aleksandr Miedwiedczenko (Estonia 20).

## Kalendarz wyścigów
| Runda | Data        | Tor     | Pole position | Najszybsze okrążenie | Zwycięzca (kierowcy)     | Zwycięzca (zespoły) |
| ----- | ----------- | ------- | ------------- | -------------------- | ------------------------ | ------------------- |
| 1     | 19 kwietnia | Rustawi | ?             | ?                    | Aleksandr Kuczerenko     | Spartak Moskwa      |
| 2     | 7 czerwca   | Kijów   | ?             | ?                    | Aleksandr Miedwiedczenko | DOSAAF Kijów        |
| 3     | 21 czerwca  | Ryga    | ?             | ?                    | Aleksandr Miedwiedczenko | DOSAAF Kijów        |

## Klasyfikacja kierowców
| Legenda oznaczeń w tabelach wyników Wyświetl szablon na nowej stronie | Legenda oznaczeń w tabelach wyników Wyświetl szablon na nowej stronie                                                                     |
| Oznaczenie                                                            | Wyjaśnienie |
| --------------------------------------------------------------------- | --- |
| Złoty                                                                 | Zwycięzca lub mistrzostwo |
| Srebrny                                                               | 2. miejsce lub wicemistrzostwo |
| Brązowy                                                               | 3. miejsce lub II wicemistrzostwo |
| Zielony                                                               | Ukończył, punktował (w klasyfikacji generalnej, gdy zdobył co najmniej jeden punkt na przestrzeni sezonu, poza trzema powyższymi opcjami) |
| Niebieski                                                             | Ukończył, nie punktował (w klasyfikacji generalnej, gdy nie zdobył co najmniej jednego punktu na przestrzeni sezonu)                      |
| Czerwony                                                              | Nie zakwalifikował się (NZ) |
| Czerwony                                                              | Nie prekwalifikował się (NPK) |
| Różowy                                                                | Nie ukończył (NU) |
| Różowy                                                                | Niesklasyfikowany (NS) (w klasyfikacji generalnej, gdy nie został sklasyfikowany w żadnym wyścigu sezonu)                                 |
| Czarny                                                                | Zdyskwalifikowany (DK) |
| Czarny                                                                | Wykluczony (WYK/EX) |
| Biały                                                                 | Nie wystartował (NW) |
| Biały                                                                 | Kontuzjowany (K/INJ) |
| Biały                                                                 | Wyścig odwołany (OD/C) |
| Bez koloru                                                            | Został wycofany (WYC/WD) |
| Bez koloru                                                            | Nie przybył (NP/DNA) |
| Bez koloru                                                            | Nie brał udziału w treningach (NT/DNP) |
| Bez koloru                                                            | Nie został zgłoszony (–) |
| Pogrubienie                                                           | Start z pole position |
| Kursywa                                                               | Najszybsze okrążenie wyścigu |
| †                                                                     | Nie ukończył, ale jego rezultat został zaliczony ze względu na przejechanie więcej niż 90% dystansu wyścigu.                              |
| *                                                                     | Sezon w trakcie |
| 1/2/3                                                                 | Punktowana pozycja w sprincie kwalifikacyjnym                                                                                             |
| Lista systemów punktacji Formuły 1                                    | |

| Poz. | Kierowca                 | Zespół             | RST | CZJ | RGA | Punkty |
| ---- | ------------------------ | ------------------ | --- | --- | --- | ------ |
| 1    | Aleksandr Miedwiedczenko | DOSAAF Kijów       | DK  | 1   | 1   | 200    |
| 2    | Edgard Lindgren          | DOSAAF Moskwa      | 24  | 2   | 2   | 182    |
| 3    | Aleksandr Kuczerenko     | Spartak Moskwa     | 1   | NU  | 5   | 169    |
| 4    | Władisław Barkowski      | Spartak Moskwa     | 2   | NU  | 4   | 166    |
| 5    | Raimonds Gudriķis        | Daugava Kandawa    | 4   | 3   | 10  | 163    |
| 6    | Władimir Andriejew       | DOSAAF Stawropol   | 3   | 5   | 7   | 159    |
| 7    | Toivo Asmer              | Jõud Tallinn       | 5   | 4   | NU  | 153    |
| 8    | Aleksandr Ceruaszwili    | DOSAAF Tbilisi     | 17  | 10  | 3   | 138    |
| 9    | Mait Luha                | DOSAAF Tallinn     | 7   | 15  | 6   | 128    |
| 10   | Ivars Krūmiņš            | DOSAAF Ryga        | 9   | 7   | NU  | 123    |
| 11   | Anatolij Szimakowskij    | DOSAAF Mińsk       | 6   | -   | 9   | 120    |
| 12   | Walerij Sułtanow         | DOSAAF Machaczkała | 11  | 8   | 11  | 113    |
| 13   | Nikołaj Andriejew        | DOSAAF Moskwa      | -   | 6   | 12  | 109    |
| 14   | Andriej Krietow          | Spartak Moskwa     | -   | 11  | 8   | 108    |
| 15   | Roman Chideszeli         | DOSAAF Tbilisi     | 8   | 16  | -   | 99     |
| 16   | Władimir Iwanow          | DOSAAF Togliatti   | 12  | 12  | 15  | 97     |
| 17   | Witalij Komarow          | Spartak Krasnodar  | -   | 13  | 13  | 83     |
| 18   | Aleksiej Warawin         | DOSAAF Kijów       | 10  | NU  | -   | 82     |
| 19   | Władimir Gromyko         | DOSAAF Grozny      | 15  | 14  | -   | 82     |
| 20   | Rimantas Paragis         | DOSAAF Wilno       | 14  | -   | 14  | 73     |
| 21   | Siergiej Bełko           | DOSAAF Mińsk       | 13  | NU  | -   | 68     |
| 22   | Romualdas Nemciavičius   | DOSAAF Kowno       | 16  | 19  | 16  | 66     |
| 23   | Wiktor Gasenko           | DOSAAF Kijów       | -   | 9   | -   | 59     |
| 24   | Władimir Agibałow        | DOSAAF Kursk       | 23  | 17  | -   | 54     |
| 25   | Tarmo Villemi            | Kalev Tallinn      | 18  | NU  | NU  | 46     |
| 26   | Arvo Tann                | Kalev Tallinn      | -   | 18  | NU  | 37     |
| 27   | Jurij Bambandierow       | Spartak Kijów      | NU  | NU  | -   | 34     |
| 28   | Aleksandr Ponomariew     | DOSAAF Togliatti   | -   | NU  | 17  | 33     |
| 29   | Grigorij Chrapunowicz    | Spartak Leningrad  | NU  | -   | 18  | 29     |
| 30   | Aleksandr Proswietow     | DOSAAF Taszkent    | NU  | -   | 19  | 28     |
| 31   | Stanisław Wederinkow     | Spartak Taszkent   | 19  | -   | -   | 27     |
| 32   | Jurij Griszanow          | DOSAAF Riazan      | 20  | -   | -   | 25     |
| 33   | Gediminas Neverauskas    | DOSAAF Janów       | -   | NU  | NU  | 23     |
| 34   | Aleksandr Nikulin        | DOSAAF Frunze      | 21  | -   | -   | 22     |
| 35   | Aleksandr Wysowiec       | DOSAAF Kijów       | -   | NU  | -   | 22     |
| 36   | Anatolij Kosincew        | DOSAAF Togliatti   | 22  | -   | -   | 20     |
| 37   | Jurij Lewczenko          | Trud Gorki         | -   | NU  | -   | 20     |
| 38   | Raul Sarap               | Kalev Tallinn      | NU  | NU  | -   | 17     |
| 39   | Wisłan Babajan           | DOSAAF Aszchabad   | -   | -   | 20  | 15     |
| 40   | Walentin Rybałczenko     | Spartak Kujbyszew  | NU  | -   | -   | 13     |
| 41   | Witalij Dorofiejew       | Spartak Moskwa     | NU  | -   | -   | 3      |